# Bischofshofen
Bischofshofen je město v rakouské spolkové zemi Solnohradsko v okrese St. Johann im Pongau. Žije zde přibližně 11 tisíc obyvatel. Město je železničním uzlem a je známé skokanskými můstky, kde tradičně končí Turné čtyř můstků.

## Partnerská města
- Adeje, Španělsko
- Unterhaching, Německo